# Qianjiangsaurus
Qianjiangsaurus (llangardaix del districte de Qianjiang) és un gènere extint de dinosaures ornitòpodes hadrosauroïdeus del Cretaci superior que van viure en el que actualment és la Xina, concretament, la formació Zhengyang. Les seves restes fòssils van ser descobertes el 2022. Va ser anunciat com a nou gènere l'any 2024 en una prepublicació i el document oficial va sortir el 2025. Només consta d'una espècie, Q. changsheng, en honor a Changsheng Wang, descobridor del jaciment paleontològic de Chongqing. Es calcula que mesurava aproximadament 8 metres.